# Drankovec
Drankovec je naselje v Občini Pesnica. Kraj ima dobro lego, v njem najdemo številne turistične kmetije ter vinotoče. Kraj je znan tudi po mlinu na veter.